# Suad Amiry
Suad Amiry (en árabe: سعاد العامري‎) (nacida en 1951) es una escritora y arquitecta palestina. Es la fundadora del Riwaq Centre for Architectural Conservation.
Nació en Damasco (Siria), de madre siria y padre palestino oriundo de Jaffa, Israel. Antes de su nacimiento, sus padres residían en Jerusalén Oeste de donde fueron expulsados por las fuerzas israelíes en 1948. Se crio en Amán, Jordania, y estudió arquitectura en la Universidad Americana de Beirut, la Universidad de Míchigan y la Universidad de Edimburgo. Se doctoró y regresó a Ramala en 1981, para ser profesora en la Universidad de Birzeit.
En 1991 dejó su labor docente en la Universidad de Birzeit para fundar Riwaq, un centro dedicado a la rehabilitación, protección y catalogación de los edificios históricos palestinos, y del que fue directora durante veinte años. Suad Amiry fue miembro de la delegación palestina en las negociaciones de paz israelo-palestinas de Washington D.C de 1991 a 1993. Ocupó luego varios altos cargos dentro del Ministerio de Cultura palestino. En 2006, fue nombrada vicepresidenta del Consejo de administración de la Universidad de Birzeit.
Su vocación literaria surgió por casualidad entre 2001 y 2002, bajo la ocupación de Ramala por el ejército israelí durante la Segunda Intifada. De los correos electrónicos que enviaba a sus amigos, relatando con sentido del humor su personal «diario de la ocupación», nació su libro Sharon y mi suegra: diarios de guerra de Ramala, Palestina. El libro ha sido traducido a 11 idiomas. Fue un éxito de ventas en Francia, y en 2004 ganó en Italia el prestigioso premio Viareggio.
Suad Amiry reside en Ramala desde 1981. Está casada con Salim Tamari, escritor y sociólogo, y director del Institute for Jerusalem Studies.

## Libros

### Narrativa
- Sharon y mi suegra: diarios de guerra de Ramallah, Palestina, 2003
- Earthquake in April, 2003
- No hay sexo en Ramallah, 2007
- Menopausal Palestine: Women At The Edge, 2010
- Nothing to Lose But Your Life : An 18-Hour Journey With Murad, 2010

### Arquitectura
- The Palestinian Village Home, 1989